# Obscure Alternatives
Obscure Alternatives, är det andra albumet av den brittiska gruppen Japan, utgivet i oktober 1978. Det innehåller delvis låtar i samma glamrockstil som på debutalbumet Adolescent Sex medan andra låtar, som den instrumentala The Tenant, pekar framåt mot den musik de skulle göra på sina senare album. 

## Låtlista
Sida A:
1. "Automatic Gun"  – 4:07
2. "…Rhodesia"  – 6:48
3. "Love is Infectious"  – 4:10
4. "Sometimes I Feel So Low"  – 3:46

Sida B
1. "Obscure Alternatives"  – 6:50
2. "Deviation"  – 3:23
3. "Suburban Berlin"  – 4:59
4. "The Tenant"  – 7:14

Bonuslåtar på CD-utgåvan 2004:
1. "Deviation" (Live) - 3:20
2. "Obscure Alternatives" (Live) - 6:05
3. "In Vogue" (Live) - 6:12
4. "Sometimes I Feel So Low" (Live) - 4:06

Alla låtar komponerade av David Sylvian.